# دون إليس
دون إليس (بالإنجليزية: Don Ellis) هو قائد فرقة ‏ وملحن أمريكي، ولد في 25 يوليو 1934 في لوس أنجلوس في الولايات المتحدة، وتوفي في 17 ديسمبر 1978 في هوليوود في الولايات المتحدة بسبب نوبة قلبية.

## وصلات خارجية
- دون إليس على موقع IMDb (الإنجليزية)
- دون إليس على موقع ميوزك برينز (الإنجليزية)
- دون إليس على موقع أول ميوزيك (الإنجليزية)
- دون إليس على موقع ديسكوغز (الإنجليزية)
- دون إليس على موقع قاعدة بيانات الفيلم (الإنجليزية)